# Bistorta plumosa
Bistorta plumosa är en slideväxtart som först beskrevs av John Kunkel Small, och fick sitt nu gällande namn av Edward Lee Greene. Bistorta plumosa ingår i släktet ormrötter, och familjen slideväxter. Inga underarter finns listade i Catalogue of Life.